# Provinzial-Heilanstalt Lauenburg
Die Provinzial-Heilanstalt Lauenburg war eine Heil- und Pflegeanstalt für Geisteskranke am Stadtrand von Lauenburg in Pommern.

## Geschichte
Die Anstalt wurde am (Güter-)Bahnhof Finkenbruch, etwa zwei Kilometer südlich der Kernstadt Lauenburg erbaut und 1887 eröffnet. Träger der Anstalt war der Provinzialverband Pommern. Erster Chef war Fritz Siemens. Im Zweiten Weltkrieg kam es zum Mord an den Patienten durch deutsche Einheiten, darunter im Wald von Piaśnica. Die Anstalt wurde im Jahre 1940 geschlossen. Die Gebäude wurden an das Reich für Zwecke der SS-Totenkopfverbände verpachtet. Ab Mai 1940 wurden sie als Kaserne der SS genutzt.